# Флавия Максимиана Теодора
Флавия Максимиана Теодора (известна като Теодора) е доведена дъщеря на римския император Максимиан.

## Произход
Тя е дъщеря на Афраний Ханибалиан и Евтропия, по-късно съпруга на Максимиан. Бащата на Теодора е консул през 292 г. и преториански префект при Диоклециан.

## Фамилия
През 293 г. Теодора се омъжва за Флавий Валерий Юлий Констанций (по-късно станал известен като Констанций Хлор), след като той се развежда със своята съпруга Елена, за да затвърди позицията си в политиката. Те имат шест деца:
- Флавий Далмаций;
- Юлий Констанций, баща на римския император Юлиан;
- Ханибалиан (трябва да е починал преди имперските чистки през 337 г., защото той не е в списъка на жертвите им);
- Анастасия;
- Флавия Юлия Констанция, съпруга на римския император Лициний;
- Евтропия, майка на Непоциан.